# Урдиница (Долж)
Урдиница (рум. Urdinița) насеље је у Румунији у округу Долж у општини Брабова. Oпштина се налази на надморској висини од 179 m.

## Становништво
Према подацима из 2002. године у насељу је живело 450 становника, од којих су сви румунске националности.